# Station Tulloch
Tulloch is een spoorwegstation van de National Rail in Highland in Schotland. Het station is eigendom van Network Rail en wordt beheerd door ScotRail. 